# Tall Z̧ahīr al Shuwayrah
Tall Z̧ahīr al Shuwayrah (arabiska: تل ظهير الشويرة) är en kulle i Syrien.   Den ligger i provinsen ar-Raqqah, i den nordöstra delen av landet, 500 kilometer nordost om huvudstaden Damaskus. Toppen på Tall Z̧ahīr al Shuwayrah är 386 meter över havet.
Terrängen runt Tall Z̧ahīr al Shuwayrah är platt. Runt Tall Z̧ahīr al Shuwayrah är det ganska tätbefolkat, med 155 invånare per kvadratkilometer.. Det finns inga samhällen i närheten. 
Trakten runt Tall Z̧ahīr al Shuwayrah är ofruktbar med lite eller ingen växtlighet.